# 包恺
包恺（?—?），字和乐，隋朝学者，东海人。
包恺其兄包愉，通晓《五经》，包恺全部继承了他的学业。又跟随王仲通学习《史记》、《汉书》，尤其称得上是精深细究。隋炀帝大业年间，包恺担任国子助教。当时研究《汉书》的学者，以萧该、包恺二人为宗匠。聚集门徒教授学问，列名的弟子达数千人，包恺去世后，门人为他起坟立碑碣。